# Lemau de la Jaisse
Pierre Lemau de la Jaisse (20 maggio 1677 – Parigi, 19 ottobre 1745) è stato un cartografo e incisore francese.
De la Jaisse produsse una serie molto inusuale di bellissime stampe xilografiche denominata Plans des Principales Places de Guerre et Villes Maritimes Frontieres du Royaume de France, per conto delle città fortificate francesi. Fu pubblicata a Parigi nel 1736 da Didot, Quillau e Nully. Ciascuna stampa è ornata con una cornice, con illustrazioni di fucili e cannoni, e stemmi araldici, che come peraltro già faceva Willem Blaeu venivano incollati sullo sfondo già preparato.